# Bienvenue en vacances
 (juillet 2025).
Motif : manque de références qualitatives, TI.
- Archive Wikiwix
- Bing
- Cairn
- DuckDuckGo
- E. Universalis
- Gallica
- Google
- G. Books
- G. News
- G. Scholar
- Persée
- Qwant
- (zh) Baidu
- (ru) Yandex
- (wd) trouver des œuvres sur Wikidata

| 1. | Préciser le motif de la pose du bandeau. | Précisez le motif de la pose du bandeau en utilisant la syntaxe suivante : {{admissibilité à vérifier\|date=juillet 2025\|motif=remplacez ce texte par le motif}}                          |
| 2. | Informer les utilisateurs concernés.     | Pensez à avertir le créateur de l'article, par exemple, en insérant le code ci-dessous sur sa page de discussion : {{subst:avertissement admissibilité à vérifier\|Bienvenue en vacances}} |

Bienvenue en vacances est une émission de télévision française, il s'agit de la 5e déclinaison du programme télévisée Bienvenue chez nous, elle est diffusée du 22 avril 2019 au 4 septembre 2020 sur TF1.
Elle est diffusée du lundi au vendredi, de 18 h 10 à 19 h 15 puis 19 h 10.

## Principe
Pour la première fois, 4 propriétaires de maisons de vacances vont séjourner les uns chez les autres aux quatre coins de la France. À eux de se glisser dans la peau de réels vacanciers, tester, juger et noter ces maisons de vacances sur cinq critères :
- La maison et ses extérieurs ;
- La qualité de la réception ;
- Les loisirs et le cadre de vie ;
- La satisfaction du séjour ;
- Le rapport qualité/prix.

Les candidats découvrent les notes et les montants le vendredi, jour de la finale. Le couple de propriétaires ayant obtenu la meilleure moyenne est déclaré Meilleure maison de vacances de la semaine et remporte la somme de 3 000 €.

## Diffusion

### Saison 1 (2019)
La première saison est diffusée du 22 avril 2019 au 10 mai 2019 sur TF1,.
Elle compte 3 semaines de diffusion avec 13 épisodes d'environ 45 minutes.
Elle est déprogrammée le 25 avril 2019 et 26 juin 2019.

### Saison 2 (2020)
La deuxième saison est diffusée du 10 août 2020 au 4 septembre 2020 sur TF1, juste après la période de diffusion de Les Plus Belles Vacances.
Elle compte 4 semaines de diffusion avec 20 épisodes d'environ 45 minutes.